# طارق الحرقان
طارق الحرقان (انگلیسی: Tariq Al-Hargan؛ زادهٔ ۴ نوامبر ۱۹۸۴) یک ورزشکار اهل عربستان سعودی است.
از باشگاه‌هایی که در آن بازی کرده‌است می‌توان به باشگاه فوتبال الشباب عربستان سعودی و تیم ملی فوتبال عربستان سعودی اشاره کرد.
وی همچنین در تیم‌های ملی فوتبال Saudi Arabia Under-20 عربستان سعودی بازی کرده است.